# Imre Kovács
Imre Kovács (Budapeste, 26 de novembro de 1921 - 9 de março de 1996) foi um futebolista e treinador húngaro, campeão olímpico. 

## Carreira
Imre Kovács fez parte do elenco medalha de ouro, nos Jogos Olímpicos de 1952.

## Ligações Externas
- Perfil em Fifa.com